# Tathorhynchus homogyna
Tathorhynchus homogyna là một loài bướm đêm trong họ Erebidae.